# Kate O'Mara
Kate O'Mara, rodným jménem Frances Meredith Carroll (10. srpna 1939 – 30. března 2014) byla anglická televizní, filmová a divadelní herečka. Její pravděpodobně největší rolí byla Caress Morell v seriálu Dynastie z osmdesátých let. Rovněž hrála v dalších seriálech (například Pán času, 1977) i filmech, jako například Great Catherine z roku 1968. Její mladší sestra Belinda Carroll byla rovněž herečka. Zemřela po krátké nemoci ve věku čtyřiasedmdesáti let.